# Gyulai Gaál Miklós
Gyulai Gaál Miklós (Zalaszegvár, 1799. február 14. – Pest, 1854. november 30.) honvédtábornok.

## Élete
A nemesi gyulai Gaál család Zala vármegyei ága leszármazottja. Édesapja a Zalaszegváron lakó gyulai Gaál Mihály, zalai táblabíró, édesanyja derzséri Bakó Krisztina volt. Gyulai Gaál Miklós apai nagyapja, a büssüi születésű gyulai Gaál Ignác (1731-1777), volt aki Zala megyébe került át Somogyból, amikor Csabrendeken vette el 1761. április 26.-án lomniczai Skerlecz Júliát (1739-1779), lomniczai Skerlecz Sándor és barkóczi Rosty Mária (1710-1763) lányát, majd Zalaszegvárra költözött. Miklós testvérei között: gyulai Gaál Károly Erazmus (1808-1840), akinek a felesége a tehetős boldogfai Farkas családból való boldogfai Farkas Franciska (1813-1895), a zélpusztai földbirtok egyetlen örököse, gyulai Gaál Amália, gyulai Gaál Mihály, jáprai Spissich Ignácné gyulai Gaál Klementina (1797-1877), gyulai Gaál Anna (1792-1866), akinek a férje sipeki Balás József (1780–1847), királyi kamara ülnöke, Temes, Torontál és több nemes vármegye táblabírája, földbirtokos, valamint gyulai Gaál József (1788-1825) baranyai főjegyző voltak. 
Egyike volt a honvéd hadsereg legképzettebb tisztjeinek. Tanulmányait a bécsi hadmérnöki akadémián végezte. 1818-ban hadapródként lépett a császári és királyi mérnökkarba. 1848. szeptember elején mérnökkari alezredesként saját kérésére nyugalmazták. Szeptember közepén felajánlotta szolgálatait a magyar kormánynak és már a hónap végén részt vett a Josip Jelačić elleni hadműveletekben. Október végén Perczel Mór hadtestébe vezérkari – akkori szóval táborkari – alezredessé nevezték ki. Részt vett Perczel dél-dunántúli hadműveleteiben. 

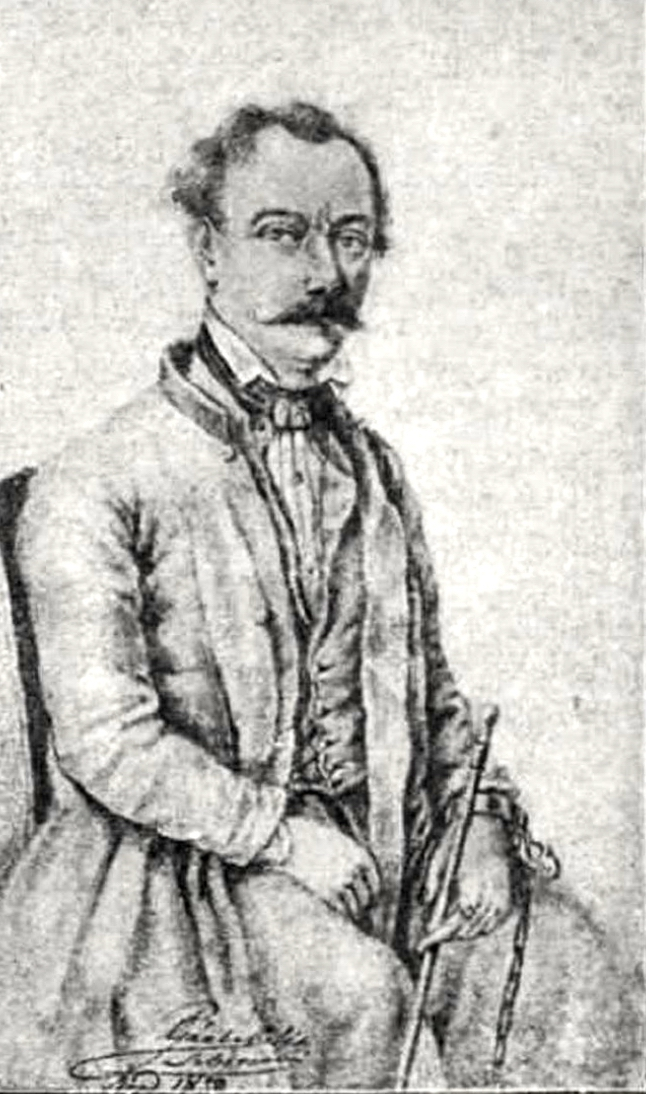
Gyulai Gaál Miklós honvédtábornok önarcképe, amelyet aradi fogsága alatt rajzolt

Teljesítményéért december 1-jén ezredessé nevezték ki, de Perczel vezérőrnaggyal nem tudott jó viszonyt kialakítani ezért december 22-én áthelyezték az aradi várat ostromló magyar sereg élére. 1849. január elején előléptették vezérőrnaggyá és kinevezték a honvédség hadmérnökkarának főnökévé, de ő maradt a mintegy hatezer fős aradi ostromsereg parancsnoka is.
Kellő erő hiányában nem csak ostromolni nem tudta a várat, hanem az ostromzárat sem tudta fenntartani. Mikor a Damjanich János és Vécsey Károly hadtestét felrendelték a fő hadszíntérre, Kuzman Todorović tábornok egy délvidéki császári csapatokból és szerb felkelőkből álló hadtest élén Arad felé indult és február 7-én támadást indított Gaál ostromló csapatai ellen. A február 8-án is tartó ütközet során a magyar csapatok a Maros bal partjára szorultak vissza. Todorović néhány zászlóalja be tudott nyomulni Óaradra és utánpótlással látta el az aradi várat. Az ostromzárat február 9-én sikerült helyreállítani, de Gaál Miklóst felmentették beosztásából és hadbírósági eljárást indítottak ellene. A vád alól végül felmentették és május elején kinevezték erődítési igazgatónak. Az ország több pontján ő irányította az erődítési munkálatokat és több utász egységet is felállított. Július 14-én lemondott beosztásáról és rövidesen nyugalmazták.
Az aradi hadbíróság húsz év várfogságra ítélte. A börtönben megírta emlékiratait. Rabkórházban halt meg. Özvegye három évtizeddel később hunyt el Budapesten.

## Házassága és leszármazottjai
Gaál Miklós felesége a családja másik ágából származó nagyemőkei születésű gyulai Gaál Vilma Mária Antónia (1812. augusztus 17.–Budapest, 1883. november 25.), gyulai Gaál Tádé Nyitra megyei táblabíró és Szvetenay Jozefa lánya volt.